# آيزنهوتنشتات
آيزنهوتن اشتات (بالألمانية: Eisenhüttenstadt) هي مدينة و بلدة ألمانية تقع في ألمانيا في ولاية براندنبورج على الضفة الغربية لنهر أودر.
[بحاجة لمصدر]

## الجغرافيا
تقع أيزنهوتشتات على بُعد 25 كيلو متر من مدينة فرانكفورت (أودر) من الناحية الجنوبية، بينما تبعد عن العاصمة الألمانية برلين بمسافة 110 كيلو متر.

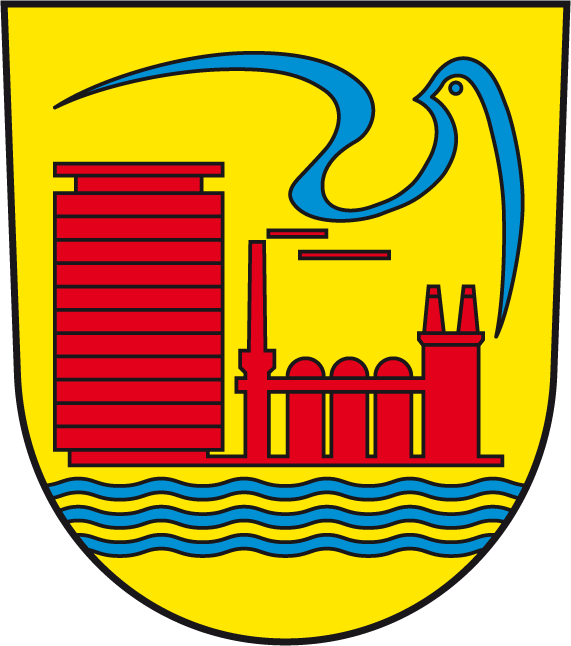
شعار مدينة أيزنهوتنشتادت

## المدن التوأمة
مدن زارلوييس و درانسي هي مدن توأمة لـآيزنهوتن اشتات.

## أعلام
- روجر كلوج
- فلوريان مولر
- أودو باير
- تورستن غوتشي
- ليون شنايدر